# Autopista Glenn
La Autopista Glenn y conocida en inglés como Glenn Highway es una carretera estatal ubicada a 368 millas (562 km) al oeste de Valdez en el estado de Alaska. La autopista inicia en el Oeste en Anchorage cerca del aeródromo Merrill Field hacia el Norte en la Autopista Richardson en Glennallen. La autopista tiene una longitud de 304 km (189 mi). La Autopista Glenn también forma parte de la Ruta de Alaska 1.

## Mantenimiento
Al igual que las carreteras estatales, las carreteras federales, la Autopista Glenn es administrada y mantenida por el Departamento de Transporte y Servicios Públicos de Alaska por sus siglas en inglés DOT&PF.

## Localidades principales
La Autopista Glenn es atravesada por las siguientes localidades.
- Anchorage, milla 0 (km 0)
- Fort Richardson, milla 7 (km 12)
- Eagle River, milla 13 (km 22)
- Chugiak, milla 21 (km 34)
- Eklutna, milla 26 (km 42)
- Palmer, milla 42 (km 68)
- Sutton, milla 61 (km 98)
- Chickaloon, milla 76 (km 123)
- Matanuska Glacier, milla 102 (km 164)
- Lake Louise, milla 159 (km 256)
- Glennallen, milla 187 (km 301)

## Galería

Vista del Río Matanuska desde la autopista.
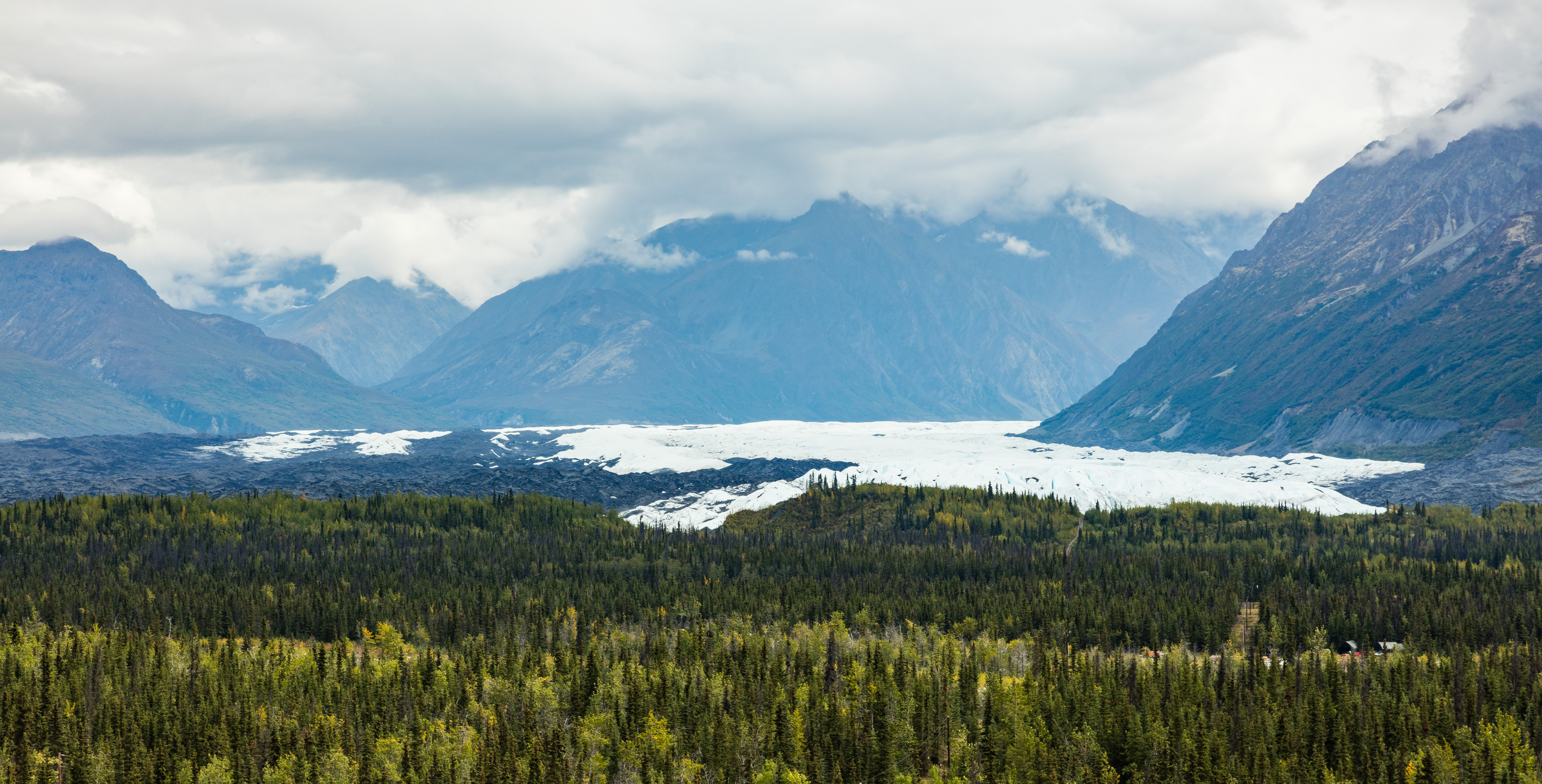
Glaciar Matanuska visto desde la Autopista Glenn en la milla 102 (km 164)
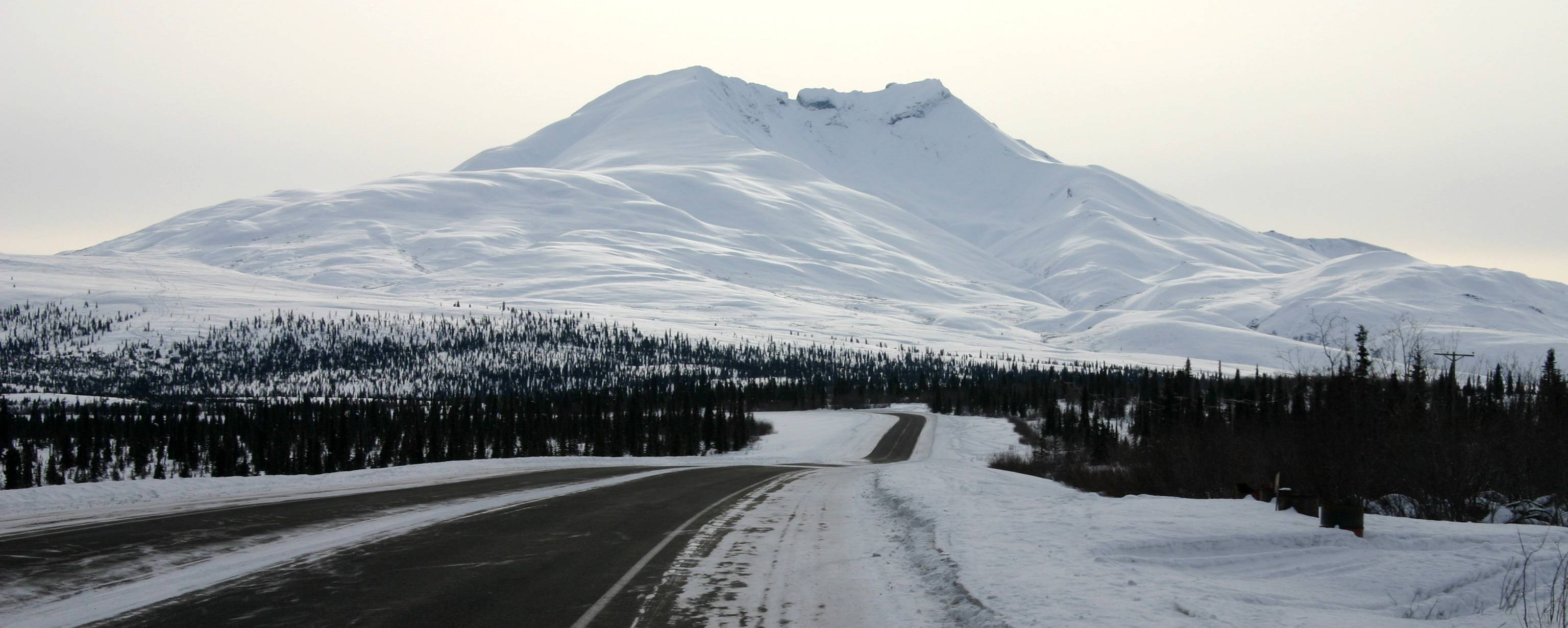
La Montaña Gunsight y la autopista Glenn.
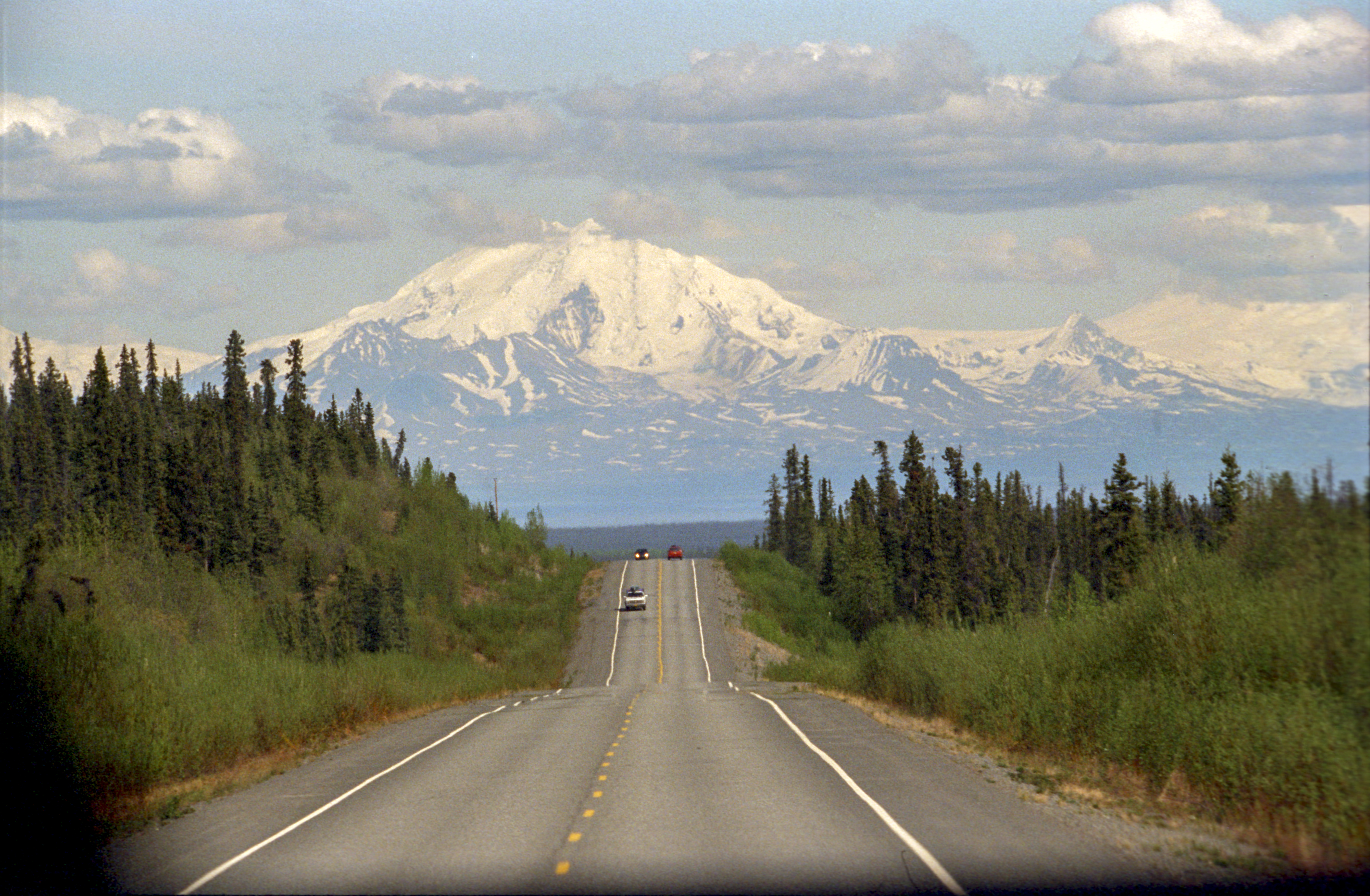
Mount Drum y la autopista Glenn.
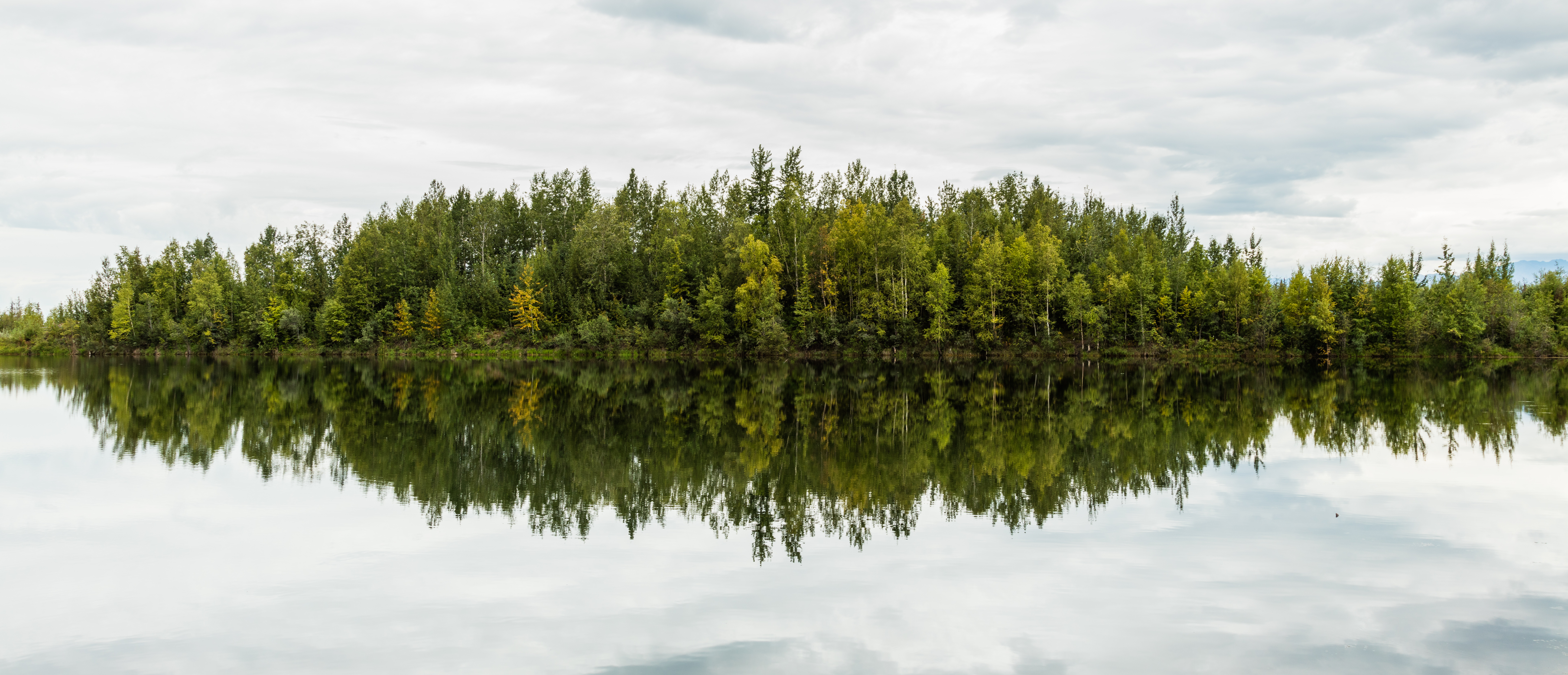
Lago de las Reflexiones situado en Palmer junto a la autopista.
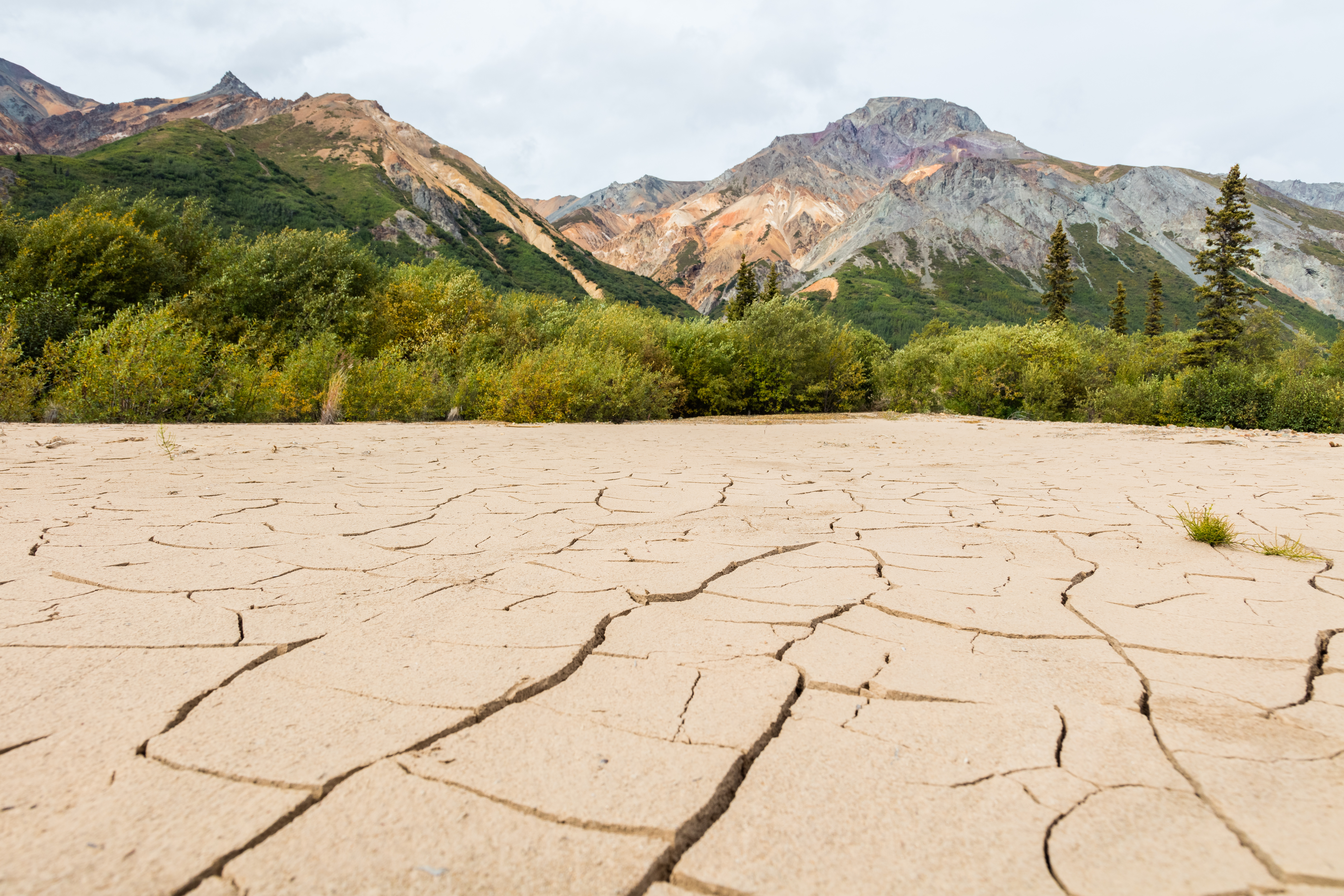
Paisaje en Sutton visto deasde la autopista.
Paisaje en Sutton.
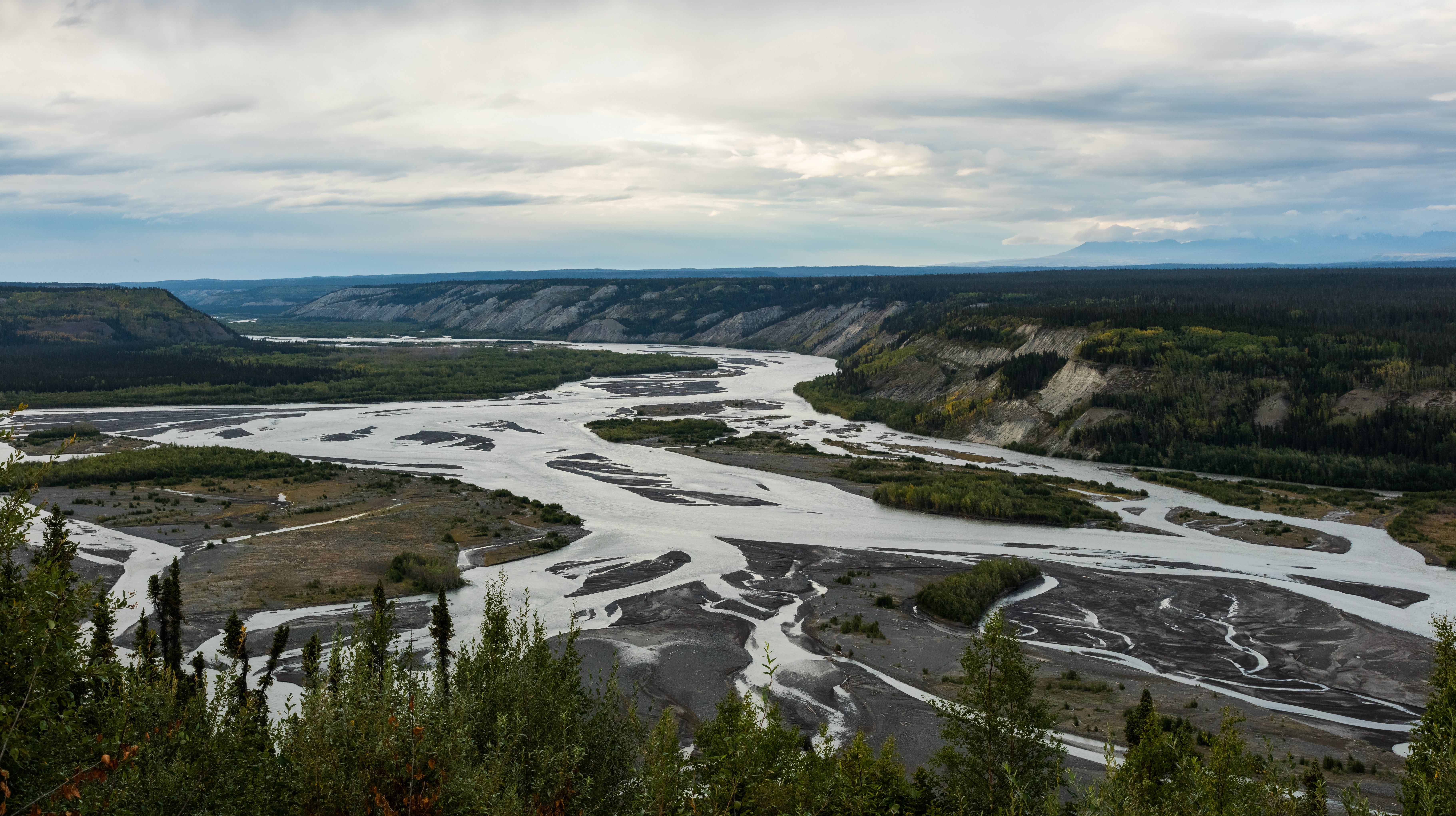